# Ometepe
Ometepe (chiamata anche Ōmetepētl che significa due montagne in lingua nahuatl), è un'isola del Nicaragua, si trova all'interno del Lago Nicaragua, detto anche Cocibolca, è costituita da due vulcani uniti tra di loro, il Concepción ed il Maderas. Si tratta della più grande isola lacustre dell'America Latina. Amministrativamente fa parte del Dipartimento di Rivas.

## Geografia

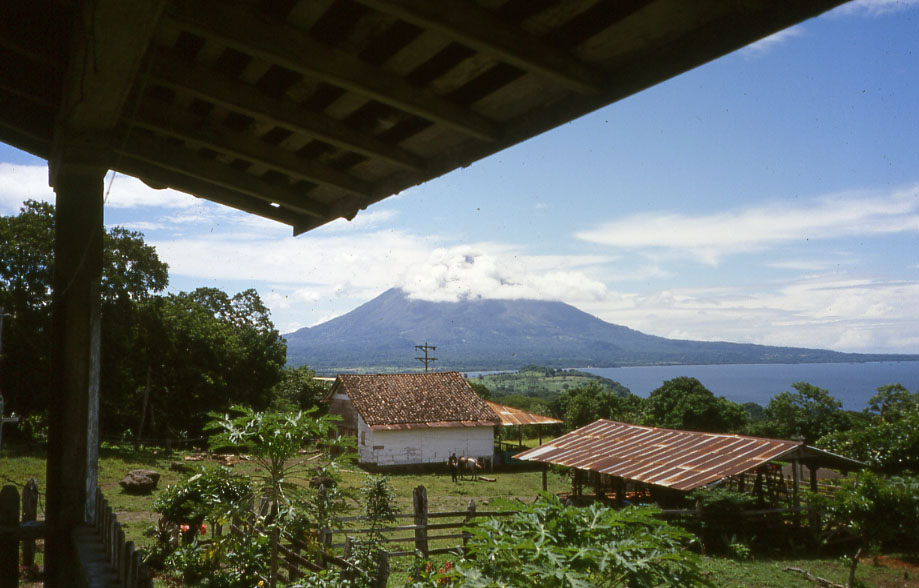
Il vulcano Concepcion

La sua superficie è di 276 km² e la sua popolazione ammonta a circa 35.000 abitanti. I nuclei urbani più importanti sono Moyogalpa e Altagracia, che sono anche i due porti principali per l'accesso all'isola dalle città di Granada, San Carlos e San Jorge, situate sulla terraferma. Il territorio ha una lunghezza massima di circa 32 chilometri, la sua larghezza può raggiungere i 20 chilometri.
Il vulcano Concepcion che si eleva fino ai 1.610 metri s.l.m. ha un diametro massimo del cono di 14 chilometri. La sua ultima eruzione sotto forma di espulsione di ceneri è datata 2005, mentre risale al 1957 l'ultima in forma lavica, che obbligò all'evacuazione dell'isola. In precedenza dopo un lungo periodo di inattività il Concepcion si risvegliò nel 1883 con un evento della durata di quattro anni. Da allora altri fenomeni avvennero negli anni 1889, 1902, 1907 e 1924. Nel 2005 si produsse anche un terremoto di magnitudo 6,2 come conseguenza della pressione interna del magma. Le sue pendici sono coperte da boschi protetti.

Il vulcano Maderas ha un'altezza di 1.394 metri s.l.m. ed un diametro alla base che è fino a 10 chilometri. L'ultima eruzione è di otto secoli fa, tanto da essere considerato spento. Sul suo cratere si trova una piccola laguna, la Laguna di Maderas. I suoi dintorni, dell'estensione di 4.100 ettari di riserva naturale, sono una popolare attrazione turistica.

## Storia

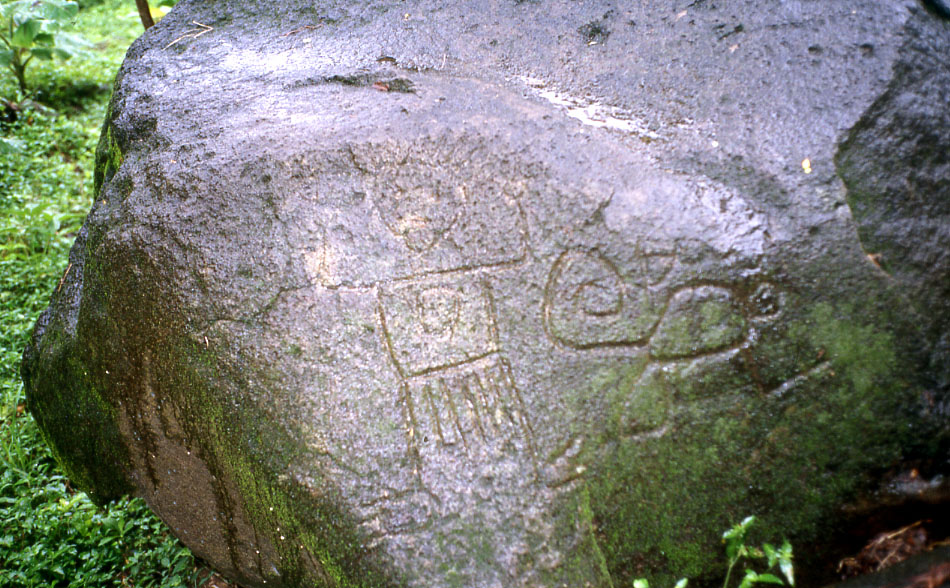
Incisione sulla pietra a Ometepe

Esiste prova che Ometepe sia stata abitata fin da circa l'anno 1500 a.C. Sembra che si trattasse di popolazioni che emigravano dal Sudamerica verso l'attuale Messico. Sull'isola si sono trovate ceramiche e sculture scolpite nella roccia basaltica che oggi sono in mostra nel parco della chiesa di Altagracia e nel museo nazionale di Managua. Questi manufatti sono attribuibili alla stessa scuola che si incontra sull'isola Zapatera realizzati dalla cultura chorotega.
Nell'isola si trovano incisioni sulla roccia datate attorno al 300 a.C.

Nel periodo coloniale l'isola fu utilizzata come rifugio dai pirati durante i loro saccheggi della città di Granada, questi arrivano dal mar dei Caraibi utilizzando il collegamento costituito dal fiume San Juan. Gli stessi pirati portavano a termine oltre ai saccheggi, anche sequestri di donne, questo costrinse la popolazione locale a nascondersi nell'interno.

Oggigiorno è in atto un grande sforzo affinché Ometepe gradualmente esalti e migliori le proprie infrastrutture turistiche.

## Altri progetti

Panorama di Ometepe a 360 gradi